# 6521 Pina
6521 Pina eller 1991 LC1 är en asteroid i huvudbältet som upptäcktes 15 juni 1991 av den amerikanske astronomen Eleanor F. Helin vid Palomar-observatoriet. Den är uppkallad efter Pina Toscano Blanco.
Asteroiden har en diameter på ungefär 4 kilometer.